# La Chapelle-aux-Chasses

La Chapelle este o comună în departamentul Allier din centrul Franței. În 1 ianuarie 2022 avea o populație de 197 de locuitori.